# Подльосово (Нижньогородська область)
Подльосово (рос. Подлесово) — присілок в Кстовському районі Нижньогородської області Російської Федерації.
Населення становить 1163 особи. Входить до складу муніципального утворення Слободська сільрада.

## Історія
Від 2009 року входить до складу муніципального утворення Слободська сільрада.

## Населення
1. Н/Д[2]